# コンチェージオ
コンチェージオ（伊: Concesio）は、イタリア共和国ロンバルディア州ブレシア県にある、人口約16,000人の基礎自治体（コムーネ）。
ヴァル・トロンピア下流にある。

## 地理

### 位置・広がり

#### 隣接コムーネ
隣接するコムーネは以下の通り。
- ボヴェッツォ
- ブレシア
- チェッラーティカ
- コッレベアート
- グッサーゴ
- ルメッツァーネ
- ナーヴェ
- ヴィッラ・カルチーナ

### 地震分類
イタリアの地震リスク階級 (it) では、3 に分類される
。

## 行政

### 分離集落
コンチェージオには、以下の分離集落（フラツィオーネ）がある。
- Cà De Bosio, Val Sorda, Campagnole, Val Piana, Costorio, Pieve, Roncaglie, Sant'Andrea (anche Artignago), San Vigilio, La Stocchetta

### 山岳部共同体
広域行政組織である山岳部共同体「ヴァッレ・トロンピア山岳部共同体」 (it:Comunità montana di Valle Trompia) （事務所所在地: ガルドーネ・ヴァル・トロンピア）を構成するコムーネの一つである。